# Пищухоклювые древолазы
Пищухоклювые древолазы (лат. Campylorhamphus) —  род воробьиных птиц из семейства печниковых.
Обитают в лесах Южной Америке и на юге Центральной Америки, и все они имеют очень длинный, слегка косообразный клюв.

## Список видов
В состав рода включают 6 видов:
- Campylorhamphus trochilirostris (Lichtenstein, 1820) — Красноспинный пищухоклювый древолаз
- Campylorhamphus pusillus (Sclater, 1860) — Бурый пищухоклювый древолаз
- Campylorhamphus procurvoides (Lafresnaye, 1850) — Тёмный пищухоклювый древолаз
- Campylorhamphus falcularius (Vieillot, 1822) — Траурный пищухоклювый древолаз
- Campylorhamphus probatus Zimmer, 1934
- Campylorhamphus multostriatus (Snethlage, 1907)